# Tōtōmi
Tōtōmi (遠江国?, Tōtōmi no kuni) è una delle vecchie province del Giappone situata nell'area poi diventata parte occidentale della prefettura di Shizuoka.

Mappa delle province giapponesi con la provincia di Totomi evidenziata

L'antica città castello era presso Iwata ma nell'epoca Sengoku il centro fu spostato a Hamamatsu.
Tōtōmi era inizialmente controllata dal clan Imagawa e successivamente passò sotto il controllo di Tokugawa Ieyasu.